# Чунга
Чунга, или чунья, или черноногая кариама (лат. Chunga burmeisteri) — птица из семейства кариамовых отряда кариамообразных. Вид выделяется в монотипный род Chunga. Видовое латинское название дано в честь немецкого орнитолога Германа Бурмейстера (1807—1892).

## Описание
Общая длина птицы с хвостом 55—85 см, размах крыльев 90—120 см. Масса 900—1500 г. Крылья относительно короткие, закругленные. Ноги длинные и сильные. Хвост длинный, крайние рулевые перья короче средних. Клюв сравнительно короткий, надклювье загнуто вниз. На шее и груди перья удлиненные и узкие, образуют подобие небольшой гривы. Окраска перьев головы, шеи и груди белая с очень близкорасположенными тонкими поперечными серыми полосами, из-за чего оперение кажется светло-серым. Над глазами белые продольные полосы. Верхние кроющие перья крыльев, спина и хвост с волнистым рисунком из близкорасположенных очень тонких светло-бурых поперечных полос на светлом фоне. Маховые перья темно-бурые с белыми поперечными полосами. Перья хвоста с несколькими крупными бурыми поперечными полосами в вершинной части. Брюхо однотонно белое, клюв и ноги черные.

## Ареал и места обитания
Обитает в сухих редколесьях и кустарниковых зарослях природной области Чако в центральной части Южной Америки на территории юго-восточной Боливии, западного Парагвая и центральных районов северной Аргентины. Держится среди зарослей, открытых пространств избегает.

## Образ жизни и питание
Ведут дневной в основном наземный образ жизни, хотя часто садятся на невысокие деревья и кустарники. Летают редко и на небольшие расстояния. Встречаются поодиночке или парами, часто живут небольшими семейными группами и вместе охотятся. Всеядны, питаются крупными насекомыми, мелкими позвоночными (лягушками, ящерицами, змеями, небольшими птицами и грызунами), ягодами, плодами, семенами и зелеными частями растений. Крупную добычу чунги раздирают на куски при помощи когтей или бьют ею о камни, делая её более пригодной для проглатывания целиком.
Громкими криками пары птиц обозначают свою территорию. Кричат одновременно обе птицы, в основном рано утром. Громкие, резкие, напоминающие тявканье щенка голоса слышны на расстоянии в несколько километров.
Во время брачного сезона самцы токуют, подпрыгивая перед самками, которые в этот момент лежат в траве. Затем птицы расходятся и перекликаются громкими криками, через некоторое время снова сходятся. Гнезда устраивают на ветвях деревьев или кустарников на высоте около 3 м. Молодые птицы держатся около родителей несколько месяцев.

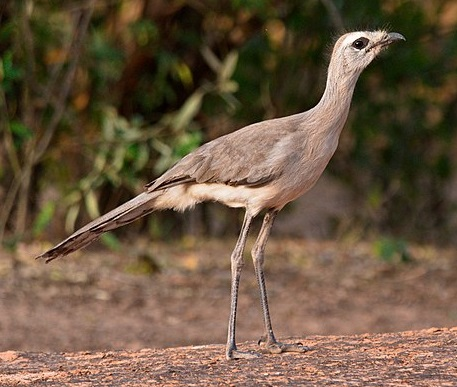
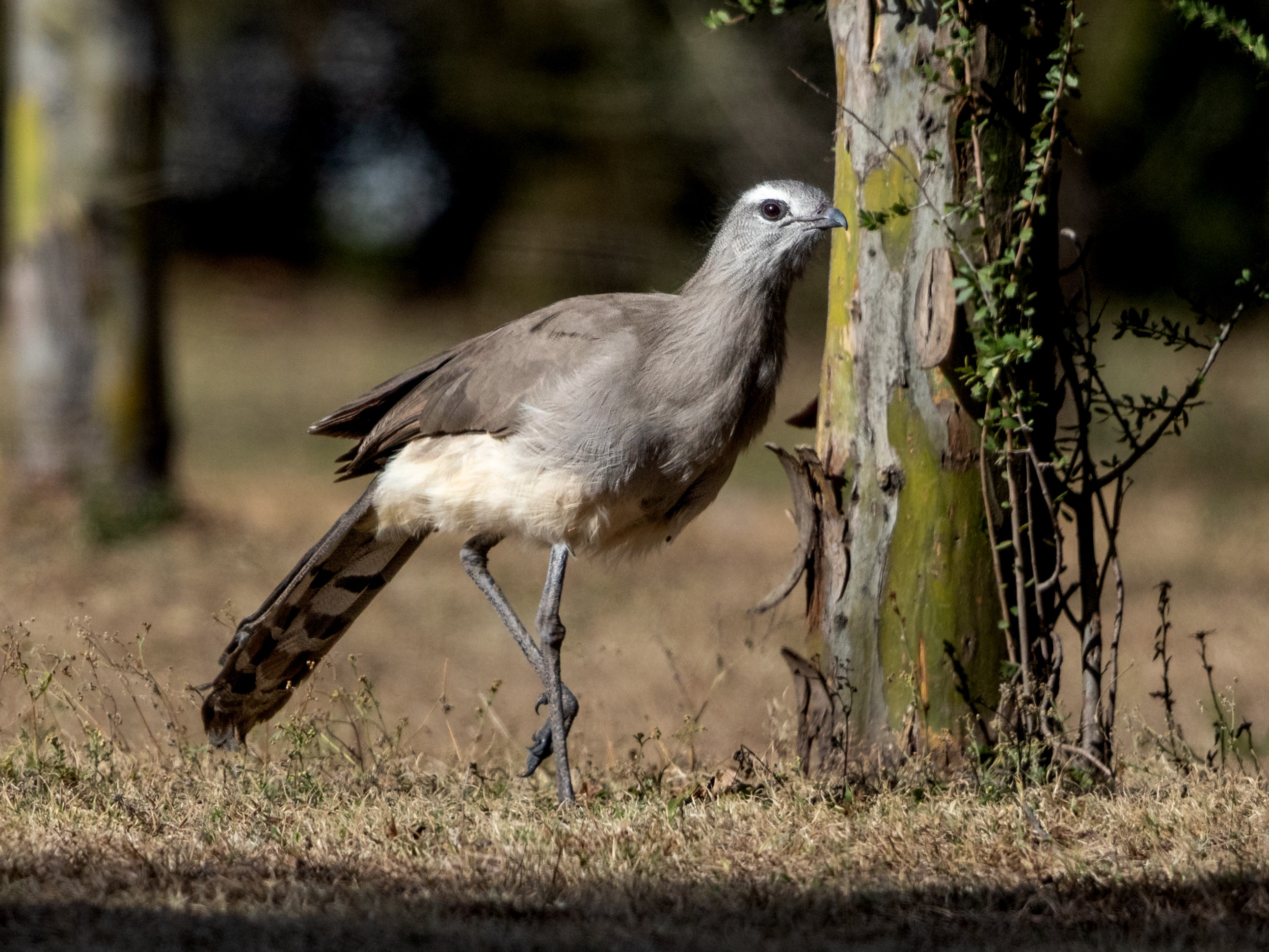
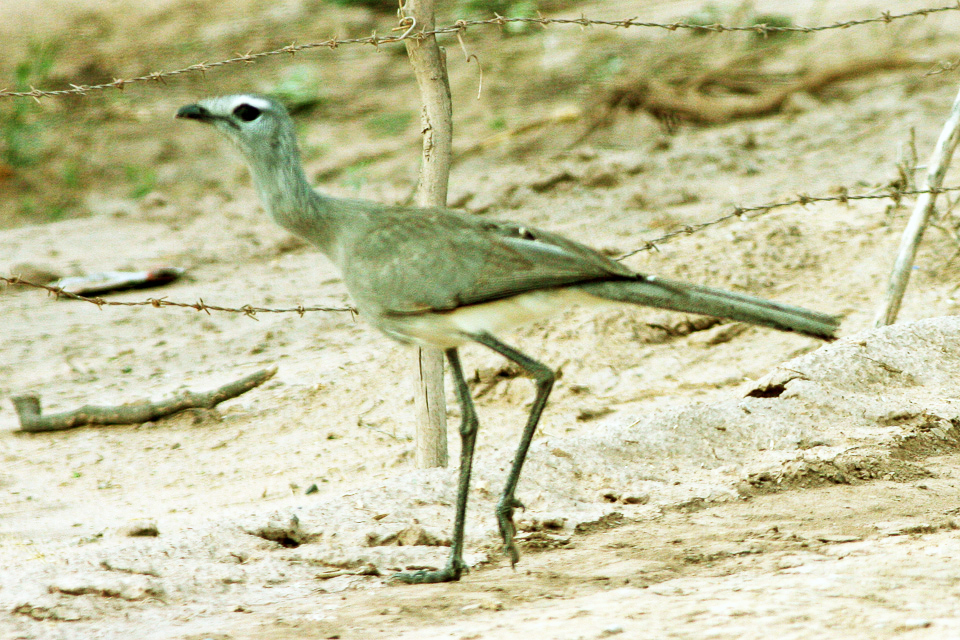
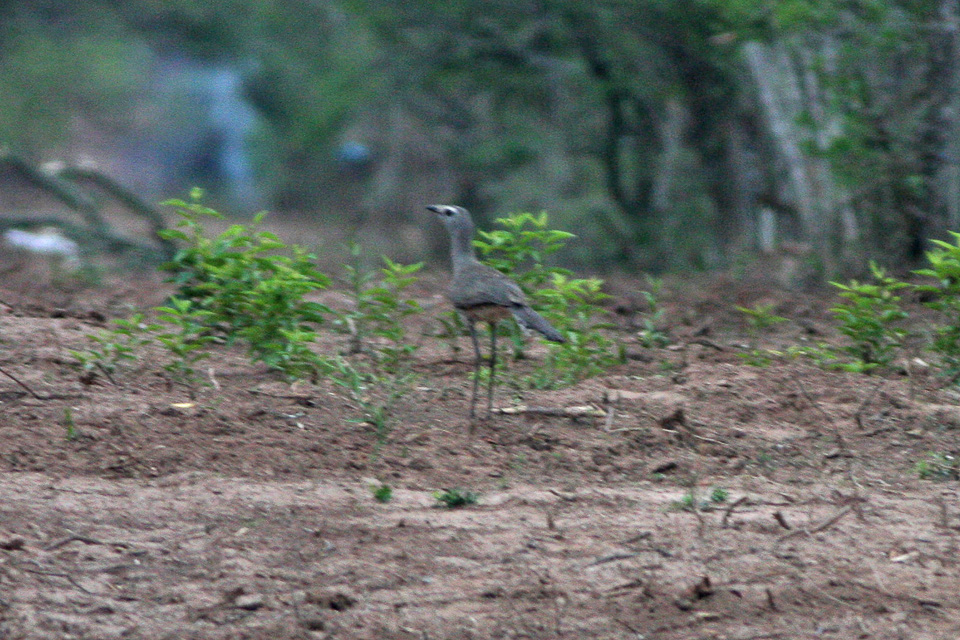